# Антесио (Ла Специја)
Антесио је насеље у Италији у округу Ла Специја, региону Лигурија.
Према процени из 2011. у насељу је живело 45 становника. Насеље се налази на надморској висини од 621 м.